# Холокауст у Словачкој
Холокауст у Словачкој састојао се од систематског одузимања имовине, депортација и убистава Јевреја у Словачкој држави, држави подређеној Нацистичкој Немачкој, током Другог светског рата. Од 89.000 Јевреја у земљи 1940. године, процењено је да је 69.000 убијено у Холокаусту.
После Минхенског споразума из септембра 1938. године, Словачка је једнострано прогласила своју аутономију у саставу Чехословачке, али је изгубила значајну територију од Мађарске споразумом Прва бечка награда, потписаном у новембру. Следеће године, уз немачко охрабрење, владајућа етно-националистичка Словачка народна партија прогласила је независност од Чехословачке. Државна пропаганда кривила је Јевреје за територијалне губитке. Јевреји су били на мети дискриминације и узнемиравања, укључујући конфисковање имовине и предузећа. Искључење Јевреја из економије осиромашило је заједницу, што је охрабрило владу да их регрутује на принудни рад. Влада је 9. септембра 1941. донела Јеврејски законик за који је тврдила да је најстрожи анти-јеврејски закон у Европи.
Словачка влада је 1941. године преговарала са нацистичком Немачком о масовној депортацији Јевреја у окупирану Пољску. Између марта и октобра 1942, 58.000 Јевреја је депортовано у концентрациони логор Аушвиц и округ Лублин Генералног губернаторства; свега неколико стотина преживело је до краја рата. Словачка влада је организовала превоз и плаћала 500 рајхсмарака по Јевреју за наводни трошак пресељења. Прогон Јевреја настављен је августа 1944. године, када је Немачка напала Словачку и покренула Словачки национални устанак. Још 13.500 Јевреја је депортовано, а стотине до хиљада убијено у Словачкој од стране Ајнзацгрупе Х и Хлинка гарде.
Након ослобођења од Црвене армије, преживели су се суочили са обновљеним антисемитизмом и потешкоћама у повраћају украдене имовине; већина је емигрирала након Државног удара 1948. године. Послератни комунистички режим цензурисао је расправу о холокаусту; слобода говора обновљена је након пада комунистичког режима 1989. године. Саучесништво словачке владе у холокаусту и даље оспоравају националисти крајње деснице.

## Околности
Пре 1939. Словачка никада није била независна земља; њена територија је хиљаду година била део Краљевине Угарске.  На територији данашње Словачке документовано је седамнаест средњовековних јеврејских заједница али значајно јеврејско присуство окончано је протеривањима после мађарског пораза у бици код Мохача 1526. Многи Јевреји су се досељавали у седамнаестом и осамнаестом веку. Јевреји из Моравске су се населили западно од планина Татре, формирајући Јевреје из Оберланда, док су се Јевреји из Галиције населили источно од планина, формирајући посебну заједницу (Унтерландер Јевреји) под утицајем хасидизма.  Због раскола у мађарском јеврејству, заједнице су се средином деветнаестог века поделиле на православне (већину), Status Quo (мађарске јевреје) и више асимилиране неолошке фракције. Након јеврејске еманципације, завршене до 1896. године, многи Јевреји су усвојили мађарски језик и обичаје како би напредовали у друштву. 
Иако нису били толико интегрисани као Јевреји Чешке и Моравске, многи словачки Јевреји преселили су се у градове и придружили се свим професијама; други су остали на селу, углавном радећи као занатлије и трговци. Јевреји су предводили економске промене деветнаестог века које су довеле до веће трговине у руралним областима; до краја века око 70 процената банкара и бизнисмена у словачким земљама били су Јевреји.  Иако је нешто Јевреја подржавало словачки национализам, до средине 19. века антисемитизам је постао тема у словачком националном покрету, а Јевреји су означени као „агенти мађаризације“ и „најмоћнија потпора мађарској владајућој класи“, према наводима историчара Томаса Лормана.   У западним словачким земљама избили су антијеврејски нереди у освит Револуције 1848; више нереда догодило се због Тисаеслар клевете у крви (убиство хришћанске деце како би се њихова крв користила у вршењу верских ритуала) 1882–1883. Традиционалном верском антисемитизму придружили су се стереотипни поглед на Јевреје као експлоататоре сиромашних Словака (економски антисемитизам) и национални антисемитизам: Јевреји су били снажно повезани са мађарском државом и оптужени да саосећају са мађарским на рачун словачких амбиција.  
После Првог светског рата Словачка је постала део нове земље Чехословачке. Јевреји су живели у 227 заједница (1918. године), а њихова популација процењена је на 135.918 (1921. године). Анти-јеврејски нереди избили су након проглашења независности (1918–1920), иако насиље није било ни приближно озбиљно као у Украјини или Пољској. Словачки националисти повезали су Јевреје са чехословачком државом и оптужили их да подржавају чехословаштво. Оптужбе за клевете у крви догодиле су се у Тренчину и Шалавски Гемеру 1920. 1930-их је Велика депресија погодила јеврејске бизнисмене и такође повећала економски антисемитизам. Економска неразвијеност и перцепција дискриминације у Чехословачкој навели су велики део (око једне трећине) Словака да подрже конзервативну, етно-националистичку Словачку народну странку (слч. Hlinkova slovenská ľudová strana: ХСЛС).   ХСЛС је мањинске групе као што су Чеси, Мађари, Јевреји и Роми сматрала деструктивним утицајем на словачку нацију, и представљала је словачку аутономију као решење словачких проблема. Странка је почела да потенцира антисемитизам крајем касних 1930-их, након таласа јеврејских избеглица из Аустрије 1938. и антијеврејских закона које су усвојили Мађарска, Пољска и Румунија.

## Словачка независност
Минхенски споразум из септембра 1938. године уступио је Немачкој Судетску област, немачку регију чешког говорног подручја. ХСЛС је искористила политички хаос који је уследио да прогласи словачку аутономију 6. октобра. Јозеф Тисо, католички свештеник и лидер ХСЛС-а, постао је премијер словачке аутономне регије.  Католичанство, религија 80 посто становника земље, било је кључно за режим, јер су многе његове вође били бискупи, свештеници или световњаци.   Под Тисовим вођством, словачка влада отворила је преговоре у Комарну са Мађарском у вези са њиховом границом. Спор су на арбитражу у Беч предале Нацистичка Немачка и Фашистичка Италија. Мађарска је 2. новембра награђена великим делом јужне Словачке, укључујући 40 посто словачке обрадиве земље и 270.000 људи који су се изјаснили за чехословачку националност. 
ХСЛС је учврстио своју моћ доношењем посебног акта, који омогућава забрањивање опозиционих партија, затварање независних новина, дистрибуцију антисемитске и анти-чешке пропаганде и оснивање паравојне гарде Хлинке.  Странке за немачку и мађарску мањину биле су дозвољене под хегемонијом ХСЛС, а немачка странка формирала је Freiwillige Schutzstaffel (добровољни заштитни одред милиције).  ХСЛС је затворио хиљаде својих политичких противника,  али никада није изрекао смртну казну. Не-слободни избори у децембру 1938. године резултирали су са 95 посто гласова за ХСЛС. 
Словачка држава је 14. марта 1939. прогласила своју независност уз немачку подршку и заштиту. Немачка је анектирала и извршила инвазију на смањену чешку државу следећег дана, а Мађарска је заузела Карпатску Рутенију са немачким пристанком.  Уговором потписаним 23. марта Словачка се одрекла великог дела своје спољне политике и војне аутономије у корист Немачке, у замену за граничне гаранције и економску помоћ.  Није била ни потпуно независна ни немачка марионетска држава, већ је заузимала средњи статус. У октобру 1939. Тисо, вођа конзервативно-клерикалног огранка ХСЛС, постао је председник; Војтех Тука, вођа радикалног фашистичког крила странке, именован је за премијера. Оба крила странке борила су се за наклоност Немачке.  Радикално крило странке било је пронемачко, док су конзервативци фаворизовали аутономију од Немачке;  радикали су се ослањали на гарду Хлинке и немачку подршку,  док је Тисо био популаран међу свештенством и становништвом. 

## Антијеврејске мере (1938–1941)

### Почетне акције
Одмах по успостављању Словачке као државе 1938. године, влада је почела отпуштати своје запослене Јевреје.  Комитет за решење јеврејског питања основан је 23. јануара 1939. године да би расправљао о антијеврејском законодавству.   Медији које је спонзорисала држава означавали су Јевреје као „непријатеље државе“ и словачке нације.  Пљачкана су јеврејска предузећа а физички напади на Јевреје догађали су се спонтано и на потицај гарде Хлинке и Freiwillige Schutzstaffel. У свом првом обраћању на радију након успостављања словачке државе 1939. године, Тисо је нагласио своју жељу да „реши јеврејско питање“; антијеврејско законодавство је била једина конкретна мера коју је обећао. Прогон Јевреја био је кључни елемент унутрашње политике државе.  Дискриминаторне мере утицале су на све аспекте живота, служећи изоловању и расељавању Јевреја пре него што су депортовани.
У данима након проглашења Прве бечке награде, у Братислави су избили антисемитски нереди; новине су нереде правдале наводном подршком Јевреја Мађарској током преговора о подели. Адолф Ајхман, нацистички званичник који је послат у Братиславу, коаутор је плана са Тисом и другим ХСЛС политичарима за депортацију осиромашених и страних Јевреја на територију уступљену Мађарској.  У међувремену, Јевреји са власништвом нето вредности преко 500.000 чехословачких круна ухапшени су у неуспелом покушају изношења капитала.  Између 4. и 7. новембра, 4.000  или 7600 Јевреја је депортовано, у хаотичној операцији сличној погрому у којој су учествовали стража Хлинка, Freiwillige Schutzstaffel, и немачка странка. Депортована су мала деца, старци и труднице. Неколико дана касније, Тисо је отказао операцију; већини Јевреја је дозвољено да се врате кућама у децембру.  Преко 800 је током зиме било затворено у импровизоване кампове у Вељком Киру, Милославову и Шаморину на новој словачко-мађарској граници. Словачке депортације које су се догодиле непосредно након немачке депортације хиљада пољских Јевреја,  привукле су међународне критике, смањиле британске инвестиције, повећале зависност од немачког капитала и биле су проба за депортације 1942.
У почетку су многи Јевреји веровали да ће мере предузете против њих бити привремене.  Ипак, неки су покушали да емигрирају и са собом понесу своју имовину. Између децембра 1938. и фебруара 1939. године, више од 2,25 милиона круна илегално је пребачено у Чешку, Холандију и Уједињено Краљевство; неки износи су пребачени легално. Словачки владини службеници искористили су околности за куповину имовине богатих јеврејских емиграната уз значајан попуст, претечу државног преноса јеврејске имовине у оквиру аријенизације. Интерес за емиграцију међу Јеврејима порастао је након инвазије на Пољску, пошто су јеврејске избеглице из Пољске говориле о тамошњим зверствима. Иако је словачка влада подстицала Јевреје да емигрирају, одбила је да дозволи извоз девиза, осигуравајући да већина покушаја буде неуспешна. Ниједна земља није била жељна да прихвати јеврејске избеглице, а уске границе које је Уједињено Краљевство наметнуло (Бела књига 1939) легалној емиграцији за Палестину спречавале су Јевреје да тамо потраже уточиште. Братислава је 1940. постала средиште оперативаца Aliyah Bet који су организовали илегалну имиграцију у Палестину, од којих је један, Арон Гринхут, помогао да 1.365 словачких, чешких, мађарских и аустријских Јевреја емигрирају. Почетком 1941. даља емиграција била је немогућа; чак ни Јеврејима који су добили важеће америчке визе нису дозвољене транзитне визе кроз Немачку. Укупан број словачких јеврејских емиграната процењује се на 5.000 до 6.000.  Како је 45.000 живело у областима уступљеним Мађарској,  попис 1940. је утврдио да је у словачкој држави живело 89.000 Јевреја, 3,4 посто становништва.

### Аријенизација
Аријенизација у Словачкој, одузимање имовине у јеврејском власништву и искључивање Јевреја из привреде,  оправдана је стереотипом (појачаним пропагандом ХСЛС-а) о Јеврејима који су богатство стекли угњетавањем Словака.   Између 1939. и 1942. године, ХСЛС-ов режим је добио широку народну подршку обећавајући словачким грађанима да ће их обогатити имовина одузета од Јевреја и других мањина.  Они су желели да стекну значајну суму новца; 1940. Јевреји су регистровали више од 4 322 милијарде словачких круна својине (38 процената националног богатства).  Процес је такође описан као „словакизација“,  пошто је словачка влада предузела кораке да обезбеди да украдени јеврејски посед добију етнички Словаци, уместо Немаца или других мањина. Захваљујући интервенцији Немачке странке и нацистичке Немачке, етнички Немци добили су 8,3 одсто украдене имовине,  али је већина немачких подносилаца захтева одбијена, подвлачећи слободу деловања словачке владе.
Први антијеврејски закон, усвојен 18. априла 1939. године и који се није систематски спроводио, био је numerus clausus (тржишна вредност) четвопроцентне квоте броја Јевреја којима је дозвољено да се баве адвокатуром; Јеврејима је такође било забрањено да пишу за не-јеврејске публикације.   Законом о земљишној реформи из фебруара 1940. године предато је 101 423 ха земље у власништву 4.943 Јевреја, више од 40 процената обрадиве површине; земља је званично прешла у државну у мају 1942.  Први закон о аријенизацији усвојен је у априлу 1940. Кроз процес познат као „добровољна аријенизација“, власници јеврејских предузећа могли би да предложе „квалификованог хришћанског кандидата" који би преузео најмање 51 одсто удела у компанији. Према закону, 50 предузећа од више од 12.000 је аријенизовано, а 179 ликвидирано. ХСЛС радикали су веровали да је добровољна аријенизација према Јеврејима била премекана. Ипак, средином 1940. положај Јевреја у словачкој економији био је углавном избрисан. 
На салцбуршкој конференцији јула 1940. Немачка је тражила замену неколико чланова кабинета поуздано пронемачким радикалима.  Фердинанда Дурчанског је на месту министра унутрашњих послова заменио Александар Мах, који је антијеврејску политику словачке државе ускладио са немачком.  Још један резултат преговора у Салцбургу било је именовање официра СС-а Дитера Вислиценија за саветника за јеврејска питања у Словачкој, који је стигао у августу.  Циљ му је био да осиромаши јеврејску заједницу како би она постала терет за нејеврејске Словаке, који би се затим сложили да их депортују. На подстицај Вислиценија, словачка влада је створила Централни економски уред, на челу са словачким званичником Аугустином Моравеком и под Тукином контролом, септембра 1940.  Централна економска канцеларија имала је задатак да преузме власништво над јеврејском имовином. Јевреји су морали да пријаве имовину; њихови банковни рачуни (процењени на 245 милиона круна у августу 1941) били су замрзнути, а Јеврејима је било дозвољено да повуку само 1.000 круна (касније 150) недељно.  На мети је било 22.000 Јевреја који су радили на плаћеним пословима: не-Јевреји су морали да добију дозволу Централне економске канцеларије за запошљавање Јевреја и плаћају таксу.
У новембру је усвојен други закон о аријенизацији, којим се налаже експропријација јеврејске имовине и аријенизација или ликвидација јеврејских предузећа.  У коруптивном процесу који је надгледала Моравекова канцеларија, 10.000 јеврејских предузећа (углавном продавница) је ликвидирано, а остатак - око 2.300 - аријенизовано.   Ликвидација је користила малим словачким предузећима која су се такмичила са јеврејским предузећима, а аријенизација је примењена на веће компаније у јеврејском власништву које су стекли конкуренти. У многим случајевима, аријевци нестручни у послу склапали су договоре са бившим јеврејским власницима и запосленима како би Јевреји наставили да раде за компанију.  Аријенизација предузећа није донела очекивани приход у словачку благајну, а само 288 ликвидираних предузећа донело је приход држави до јула 1942. Аријенизација и ликвидација предузећа била је скоро завршена до јануара 1942, што је резултирало тиме да је 64.000 од 89.000 Јевреја изгубило средства за издржавање.  Изазвано јеврејско осиромашење представљао је кључни социјални проблем словачке владе све док незапослени Јевреји нису депортовани 1942. године.  
Аријенизација је резултирала огромним финансијским губицима за Словачку и великим уништењем богатства. Држава није успела да прикупи значајна средства од продаје јеврејске имовине и предузећа, а највећи део добити стекла је одузимањем јеврејских банкарских рачуна и финансијских хартија од вредности. Главни корисници аријенизације били су чланови словачких фашистичких политичких партија и паравојних група, који су били жељни да стекну јеврејску имовину, али су имали мало стручности за вођење послова.  Током постојања Словачке Републике, влада је од аријенизације стекла 1.100 милиона круна и потрошила 900–950 милиона на спровођење антијеврејских мера.1942. платила је немачкој влади додатних 300 милиона круна за депортацију 58.000 Јевреја.

### Јеврејски центар
Када је Вислицени стигао, све организације јеврејске заједнице су распуштене и Јевреји су били приморани да формирају Јеврејски центар (ЈЦ), потчињен Централном економском уреду у септембру 1940.  Први Judenrat изван Рајха и окупиране Пољске, је била једина секуларна јеврејска организација којој је било дозвољено да постоји у Словачкој; чланство је било потребно за све Јевреје.  Лидери јеврејске заједнице били су подељени око тога како да одговоре на овај развој догађаја. Иако су неки тврдили да ће се ЈЦ користити за спровођење антијеврејских мера, више их је учешће у ЈЦ-у видело као начин да помогну својим сународницима Јеврејима одлагањем спровођења таквих мера и ублажавањем сиромаштва.  Први вођа ЈЦ био је Хајнрих Шварц, који је најбоље како је могао осујетио антијеврејске наредбе: саботирао је попис Јевреја у источној Словачкој који је имао за циљ да оправда њихово уклањање ка западу земље; Вислицени га је ухапсио у априлу 1941.   Централни економски уред именовао је кооперативнијег Арпада Себестијена као Шварцову замену.  Вислицени је основао Одељење за посебне послове у ЈЦ како би осигурао брзу примену нацистичких декрета, именујући колаборационисткињу Карол Хохберг (бечки Јевреј) за директора. 

### Принудни рад
Јевреји који су служили војску издвојени су у радну јединицу у априлу 1939. године и лишени су чина на крају године. Од 1940. године, мушки Јевреји и Роми били су обавезни да раде за националну одбрану (обично рад на грађевинским пројектима) два месеца сваке године. Сви регрути Јевреји или Роми распоређени су у Шести радни батаљон, који је наредне године радио на војним објектима у Сабинову, Липтовском Петеру, Лабу, Сватом Јури и Зохору. Иако је Министарство унутрашњих послова вршило притисак на Министарство одбране да пусти Јевреје на депортацију 1942. године, оно је то одбило. Батаљон је распуштен 1943. године, а јеврејски радници су послати у радне логоре. 
Прве радне центре основао је ЈЦ почетком 1941. као курсеве за преквалификацију Јевреја који су били протерани у незапосленост; 13.612 Јевреја се пријавило за курсеве до фебруара, што је далеко премашило капацитет програма. Словачка влада је 4. јула издала декрет којим се регрутују сви Јевреји од 18 до 60 година на рад.  Иако је ЈЦ морао да допуњава радничку плату како би испунио законски минимум, радни логори су знатно повећали животни стандард Јевреја осиромашених аријенизацијом. До септембра, 5.500 Јевреја обављало је физички рад у приватним предузећима у око 80 малих центара, од којих је већина распуштена у последњим месецима 1941. године као део припрема за депортацију. Изградња три већа кампа - Серед, Новаки и Вихне - започета је у септембру те године. 

### Јеврејски законик
У складу са католичким учењем о раси, антисемитски закони у почетку су Јевреје дефинисали према религији, а не према пореклу; Јевреји који су крштени пре 1918. године сматрани су хришћанима.   До септембра 1940. Јеврејима је забрањено средњешколско и високо образовање и све нејеврејске школе, као и поседовање моторних возила, спортске опреме или радија.  Локалне власти су саме увеле анти-јеврејске мере; шеф регије Шариш-Земплин наредио је локалним Јеврејима да носе жуту траку око леве руке од 5. априла 1941. године, што је доводило до физичких напада на Јевреје.  Средином 1941. године, када се тежиште померило ка ограничавању грађанских права Јевреја након што су аријенизацијом лишени имовине, формирано је Одељење 14, Министарства унутрашњих послова за спровођење антијеврејских мера.
Словачки парламент усвојио је Јеврејски законик 9. септембра 1941. године, који је садржавао 270 анти-јеврејских чланака. На основу Нирнбершких закона, законик је дефинисао Јевреје у смислу порекла, забранио мешовите бракове и захтевао да сви Јевреји старији од шест година носе жуту звезду. Јеврејски законик искључио је Јевреје из јавног живота, ограничавајући сате у којима су смели да путују и купују и забрањивао им клубове, организације и јавне догађаје.  Јевреји су такође морали да плате порез од 20 одсто на сву имовину. Владина пропаганда хвалила се да је Јеврејски законик најстрожи скуп анти-јеврејских закона у Европи. Председник је могао да наложи изузећа штитећи поједине Јевреје од закона. Запослени Јевреји у почетку су били изузети од неких захтева законика, попут ношења звезде.
Католичка црква је критиковала расну дефиницију Јевреја, а обраћеници су на крају изузети од неких захтева.  Хлинка гарда и Freiwillige Schutzstaffel повећали су нападе на Јевреје, свакодневно ангажовани у антисемитским демонстрацијама и критиковањем оних који су оцењени као недовољно антисемитски. Закон је Централној економској канцеларији омогућио да присили Јевреје да промене пребивалиште. Ова одредба је ступила на снагу 4. октобра 1941. године, када је 10 000 од 15 000 Јевреја у Братислави (који нису били запослени или венчани) добило налог да се пресели у четрнаест градова.  Пресељење је платило и обавило Одељење за посебне задатке ЈЦ. Иако је Јеврејима наређено да оду до 31. децембра, мање од 7.000 људи преселило се до марта 1942. 

## Депортације (1942)

### Планирање
Највиши нивои словачке владе били су упознати крајем 1941. године са масовним убиствима Јевреја на територијама окупираним Немцима.  У јулу 1941. Вислицени је организовао посету словачких државних званичника у неколико кампова које је водила Организација Шмелт, која је затворила Јевреје у Источној Горњој Шлезији да би их запослила на принудном раду у Рајхсаутобану. Посетиоци су схватили да Јевреји у логорима живе у условима који ће на крају проузроковати њихову смрт.  Словачки војници учествовали су у инвазијама на Пољску и Совјетски Савез;  донели су вест о масовном стрељању Јевреја и учествовали у најмање једном од масакра. Неки Словаци су знали за масакр у Камијанетс-Подилски 1941. године, у којем је у западној Украјини стрељано 23.600 Јевреја, од којих су многи депортовани из Мађарске.  Министар одбране Фердинанд Чатлош и генерал Јозеф Туранец пријавили су масакре у Житомиру Тисоу до фебруара 1942.  И бискуп Карол Кметко и папин службеник Ђузепе Бурцио конфронтирао се са председником поузданим извештајима о масовном убиству јеврејских цивила у Украјини.  Међутим, словачка влада није била упозната са нацистичким планом да побије све Јевреје.
Средином 1941. године Немци су тражили (по претходним уговорима) још 20.000 словачких радника да раде у Немачкој. Словачка је одбила да пошаље Словаке и уместо тога понудила је једнак број јеврејских радника, иако није желела да буде оптерећена њиховим породицама.  Писмо упућено 15. октобра 1941. године указује на то да се праве планови за масовна убиства Јевреја у округу Лублин како би се направило места за депортоване Јевреје из Словачке и Немачке. Крајем октобра Тисо, Тука, Мах и Чатлош посетили су Вучју јазбину (близу Растенбурга, Источна Пруска) и састали се са Адолфом Хитлером. О овом састанку, на којем се вероватно прво разговарало о депортацији Јевреја из Словачке, није преживео ниједан запис, што је довело до историографске расправе о томе ко је предложио ту идеју.  Чак и ако су Немци дали понуду, словачка одлука није била мотивисана немачким притиском.   У новембру 1941. године, словачка влада је дозволила немачкој влади да депортује 659 словачких Јевреја који живе у Рајху и Протекторату Чешке и Моравске у окупирану Пољску,   с тим да се њихова одузета имовина пренесе Словачкој. Ово је био први корак ка депортацији Јевреја из Словачке,  о чему је Тука разговарао са Вислиценијем почетком 1942. Као што је назначено у телеграму немачког амбасадора у Словачкој Ханса Лудина, Словаци су одговорили „са одушевљењем“ на ту идеју.
Тука је представио влади предлоге за депортацију 3. марта, а о њима се расправљало у парламенту три дана касније. Парламент је 15. маја усвојио Уредбу 68/1942, која је ретроактивно легализовала депортацију Јевреја, одобрила одузимање њиховог држављанства и регулисала изузећа.   Противљење је било усредсређено на економске, моралне и правне препреке, али, као што је Мах касније рекао, „сваки законодавац који је говорио о овом питању рекао је да се треба отарасити Јевреја“. Католички представник и епископ Спиша, Јан Војташшак, само је тражио посебна насеља Јевреја у Пољској који су преобраћени у хришћанство. Словаци су се сложили да плате 500 рајхсмарака по депортованом Јевреју (наводно за покривање склоништа, хране, преквалификације и становања)  и додатну накнаду за транспорт. Накнада од 500 рајхсмарака била је еквивалент око 125 америчких долара у то време, 2,000 америчких долара данас. Немци су у замену обећали да се Јевреји никада неће вратити, а Словачка би могла задржати сву одузету имовину.  Осим Независне Државе Хрватске (која је плаћала 30 рајхсмарака по особи), Словачка је била једина земља која је платила да депортује своје јеврејско становништво.  Према историчару Доналду Блоксхаму, „чињеница да је режим Тисоа пустио Немачку да обавља прљаве послове не би требало да крије њену жељу да „очисти“ економију и на крају друштво у име „христијанизације".

### Прва фаза
Првобитни план депортације, одобрен у фебруару 1942, подразумевао је депортацију 7000 жена у Аушвиц и 13 000 мушкараца у Мајданек.  Одељење 14 је организовало депортације,  док је словачко Министарство саобраћаја обезбедило вагоне за стоку.   Спискове оних који ће бити депортовани саставило је Одељење 14 на основу статистичких података које је пружило Одељење за посебне задатке Јеврејског центра. У граничној станици у Звардону, стража Хлинке предала је транспорте немачкој полицији.  Словачки званичници су обећали да ће депортованима бити дозвољен повратак кући након одређеног периода, а многи Јевреји су у почетку веровали да је боље да се пријаве за депортацију, а не да ризикују одмазде над њиховим породицама. 25. марта 1942, први превоз је кренуо из транзитног логора Попрад за Аушвиц са 1000 неудатих Јеврејки између 16 и 45 година. Током првог таласа депортација (који се завршио 2. априла), 6.000 младих Јевреја је депортовано у Аушвиц и Мајданек.
Припадници гарде Хлинке, Freiwillige Schutzstaffel-а, и жандармерије су били задужени за сакупљање Јевреја, чување транзитних центара и на крају убацивање у возове за депортацију.  У сваком од концентрационих центара био је смештен немачки официр. Службена изузећа требала су да спрече депортацију одређених Јевреја, али су локалне власти понекад депортовале и изузетке. Премлаћивање и насилно бријање били су уобичајена појава, као и подвргавање Јевреја инвазивним претрагама ради откривања скривених драгоцености. Иако су неки стражари и локални званичници примали мито како би спречили превоз неких Јевреја, жртва би се обично депортовала следећим возом. Други су искористили своју моћ да силују Јеврејке. Јевреји су смели да понесу само 50 kg личних предмета са собом, али чак је и ово често крадено. 

### Превоз породица
Рајнхард Хајдрих, шеф Главне безбедносне канцеларије Рајха, посетио је Братиславу 10. априла и он и Тука су се сложили да ће даља депортација обухватити читаве породице и на крају уклонити све Јевреје из Словачке.  Породични превози започели су 11. априла и возили су своје жртве у Лублински округ.  Током прве половине јуна 1942, десет транспорта накратко се зауставило на Мајданеку, где су изабрани радно способни мушкарци за рад; возови су наставили до логора смрти Собибор, где су убијене преостале жртве. Већина возова довела је своје жртве (укупно 30.000) у гета чији су становници недавно депортовани у логоре смрти Белзец или Собибор. Неке групе су се задржале само кратко пре него што су поново депортоване у логоре смрти, док су друге групе месецима или годинама боравиле у гетима. Неки од депортованих завршили су у логорима за принудни рад у округу Лублин (Понијатова, Деблин – Ирена и Крихов). Необично је да су депортовани у округу Лублин брзо успели да успоставе контакт са Јеврејима који су остали у Словачкој, што је довело до опсежних напора за помоћ. Судбина Јевреја депортованих из Словачке на крају је „запечаћена у оквиру операције Рајнхард“, заједно са судбином пољских Јевреја, по речима Јехошуе Бихлера.
Након средине јуна превози су вршени у Аушвиц, где је мањина жртава изабрана за рад, а остали су убијени у гасним коморама.  Обављено је девет таквих транспорта, од којих је последњи стигао 21. октобра 1942.  Од 1. августа до 18. септембра, ниједан транспорт није кренуо;   већина Јевреја који нису изузети од депортације већ је депортована или је побегла у Мађарску.  Средином августа Тисо је одржао говор на Холичу у коме је описао Јевреје као „вечног непријатеља“ и оправдавао депортације према хришћанској етици.  У време говора словачка влада је имала тачне информације о масовном убиству депортованих из Словачке; службени захтев за инспекцију логора у којима су били смештени словачки Јевреји у Пољској одбио је Ајхман. Још три транспорта догодила су се у септембру и октобру 1942, пре него што су престала до 1944.   До краја 1942, само 500 или 600 словачких Јевреја још увек је било живо у Аушвицу. Хиљаде преживелих словачких Јевреја у округу Лублин стрељано је 3 - 4. новембра 1943. током Операције жетве.  
Између 25. марта и 20. октобра 1942. депортовано је готово 58.000 Јевреја (две трећине становништва).   Тачан број је непознат због неслагања у изворима. Депортације су несразмерно погодиле сиромашније Јевреје из источне Словачке. Иако је регион Шариш-Земплин у источној Словачкој изгубио 85 до 90 посто свог јеврејског становништва, Жилина је известила да је готово половина његових Јевреја остала након депортације.   Депортовани су на кратко држани у пет логора у Словачкој пре депортације; 26.384 из Жилине, 7.500 из Патронке, 7.000 4.463 из Середа, и 4.000 до 5.000 из Новакија. Деветнаест возова отишло је за Аушвиц, а још тридесет осам у гета и комнцентрационе логоре и логоре смрти у округу Лублин. Само неколико стотина преживело је рат, највише у Аушвицу; у округу Лублин готово нико није преживео.

### Противљење, изузеће и изговори
Света столица се успротивила депортацији, плашећи се да ће такви поступци католичке владе дискредитовати цркву.  Доменико Тардини, државни подсекретар Ватикана, написао је у приватној белешци: "Сви разумеју да Света столица не може зауставити Хитлера. Али ко може да разуме да она не зна како да заузда свештеника?"  Према извештају Службе безбедности, Бурзио је Тисоу запретио интердикцијом.  Словачки бискупи били су недвосмислени, подржавајући јеврејско богоубиство и друге антисемитске митове, док су подстицали католике да се према Јеврејима хумано односе. Католичка црква је на крају одлучила да не казни ниједног словачког католика који је био саучесник у поступцима режима. Званичници ЈЦ и неколико најутицајнијих словачких рабина послали су представке Тисоу, али он није одговорио. Лудин је известио да су депортације биле „веома непопуларне“,  али је мало Словака предузело мере против њих.  До марта 1942, Радна група (подземна организација која је деловала под покровитељством ЈЦ) формирана је да се супротстави депортацијама. Њени челници, организатор циониста Гиси Флајшман и православни рабин Михаел Дов Вајсмандл, подмитили су Антона Вашека, шефа Одељења 14, и Вислиценија. Непознато је да ли су напори групе имали било какве везе са заустављањем депортација.  
Многи Јевреји су сазнали за судбину која их је чекала током прве половине 1942, из извора као што су писма депортованих и одбеглих Јевреја.  Око 5.000 до 6.000 Јевреја избегло је у Мађарску да би избегло депортације,   многи плаћањем мита или уз помоћ плаћених кријумчара и ционистичког омладинског покрета Хашомер Хацаир; отприлике једна трећина избеглих у Мађарску преживела је рат. Многи власници аријенизованих предузећа пријавили су се за изузеће од посла за бивше јеврејске власнике. У неким случајевима ово је била фиктивна аријенизација; други аријенизатори, мотивисани профитом, задржавали су бивше јеврејске власнике због њихових вештина.  Око 2.000 Јевреја имало је лажне папире којима су се идентификовали као Аријевци. Неки хришћански свештеници су крштавали Јевреје, чак и оне који нису били искрени обраћеници. Иако преобраћење после 1939. године није изузело Јевреје од депортације, крштењем је било лакше добити друга изузећа. 
После депортација, између 22.000 и 25.000 Јевреја и даље је било у Словачкој.  Око 16.000 Јевреја је имало изузећа; било је 4.217 преобраћеника у хришћанство пре 1939. године, најмање 985 Јевреја у мешовитим браковима,   и 9.687 носилаца економских изузетака (посебно лекара, фармацеута, инжењера и пољопривредних стручњака, чија су занимања била недостајућа). Хиљаду Јевреја било је заштићено председничким изузећима, углавном као додатак осталим изузећима.  Око 2.500 је интернирано у радне логоре, а хиљаду је служило у Шестом батаљону рада. Када су депортације заустављене, влада је знала где се налази само 2.500 Јевреја без изузећа.

## Прекид (1943)
Током 1943. године примена антијеврејских закона се смањила, а многи Јевреји престали су да носе жуту звезду. Ипак, преостали Јевреји - чак и они са изузећима - живели су у сталном страху од депортације.  ЈЦ је радио на побољшању услова за раднике у словачким камповима  и на повећању продуктивности, на јачању подстицаја да задрже своје раднике у Словачкој.  1943. године радни логори су за Словачку државу зарадили 39 милиона круна.   Заустављање депортација из Словачке омогућило је Радној групи покретање Плана Европа, неуспешног покушаја подмићивања шефа СС-а Хајнриха Химлера да поштеди преживеле Јевреје под немачком окупацијом.  Такође су шверцовали помоћ Јеврејима у Пољској,  и помагали пољским Јеврејима да побегну у Мађарску преко Словачке.  Крајем априла 1944. године двојица избеглих из Аушвица, Рудолф Врба и Алфред Вецлер, стигли су до Словачке. Радна група је свој извештај послала Мађарској и Швајцарској; до западних савезника стигао је у јулу.
После Стаљинградске битке и других преокрета у рату на истоку, словачки политичари схватили су да је немачки пораз вероватан.  Неки политичари ХСЛС-а (посебно они из радикалне фракције) окривили су Јевреје за економске неуспехе и агитовали за депортацију преосталог становништва. Мах је 7. фебруара 1943. на скупу у Ружомбероку најавио да ће транспорти ускоро бити настављени. Почетком 1943. године, Хлинка гарда и Одељење 14 припремали су се за наставак депортација: регистровање Јевреја, укидање економских изузећа и ловљење сакривених Јевреја. План за отпрему четири воза између 18. и 22. априла није спроведен. Као одговор на запрећени наставак, словачки бискупи су 8. марта издали пасторално писмо на латинском језику у којем осуђују антисемитизам и тоталитаризам бранећи права свих Јевреја.  Немачка је вршила све већи притисак на државу Словачку да преда преостале Јевреје 1943. и 1944. године, али словачки политичари нису пристали да наставе депортације.
Крајем 1943. водећи војни официри и интелигенција формирали су Словачко национално веће како би планирали побуну; веће је ујединило и комунистичке и демократске противнике режима. Други антифашисти повукли су се у Карпатске планине и формирали партизанске групе.  Припреме за устанак изазвале су помешана осећања код преосталих словачких Јевреја, који су се плашили да ће устанак донети уништење њихове заједнице. Тајне групе организоване су у радним камповима Серед  и Новаки.  Словачке власти почеле су да поново региструју Јевреје у јануару 1944. године, што је навело неке да побегну у Мађарску. 19. марта 1944. Немачка је напала Мађарску, укључујући Карпатску Рутенију и подручја која је Чехословачка уступила 1938. године.  Словачки Јевреји који су пребегли у Мађарску покушали су да се врате, али су многи ухапшени на граници и депортовани директно у Аушвиц. Словачки амбасадор у Будимпешти, Јан Спишијак, издао је документе за 3.000 Јевреја омогућавајући им да легално пређу границу што је довело до укупног броја Јевреја у Словачкој на 25.000. Између 14. маја и 7. јула из Мађарске је депортовано 437 000 Јевреја, највише у Аушвиц; укључујући и многе словачке Јевреје у земљи. Да би се супротставила уоченој безбедносној претњи Јевреја у региону Шариш-Земплин са линијом фронта која се кретала према западу, словачка влада је 15. маја 1944. наредила Јеврејима да се преселе у западни део земље. 

## Наставак депортација (1944–1945)

### Немачка инвазија
Забринута због пораста отпора, Немачка је напала Словачку; ово је убрзало Словачки национални устанак, који је избио 29. августа 1944.   Побуњеничке снаге заузеле су централну Словачку, али су поражене 27. октобра код Банске Бистрице. Партизани су се повукли у планине и наставили герилски рат 1945.  Изабрана је нова влада, чији је премијер био Тисов рођак Штефан; Јозеф је остао председник.  Папски службеник chargé d'affaires Бурзио се састао са Тисом 22. и 29. септембра, називајући Тисоа лажовом када је председник негирао знање о депортацијама.  Папа Пије XII наложио је Бурзију да Тисоу каже да Ватикан осуђује прогон појединаца због њихове расе или националности.  Сједињене Државе и Швајцарска издале су формалне протесте против депортације Јевреја. Словачка пропаганда је за устанак кривила Јевреје и Чехе.  Ипак, словачка влада је више волела концентрацију Јевреја у концентрационим логорима у Словачкој од њихове депортације. Тисо је тражио да Немци поштеде барем крштене Јевреје и оне у мешовитим браковима, али су његови захтеви игнорисани.
Побуна је Немцима пружила прилику да спроведу Коначно решење у Словачкој. Против-јеврејске акције номинално је контролисало словачко Министарство одбране, али у пракси су Немци диктирали политику.  За разлику од депортација 1942. године, регрутације Јевреја организовале су и спроводиле немачке снаге. СС официр Алојз Брунер, који је учествовао у организацији превоза Јевреја из Француске и Грчке,  стигао је у Словачку да договори депортацију преосталих Јевреја у земљи. СС јединица Ајнзацгрупе Х, основана је да би сузбила устанак одмах након његовог почетка и регрутовала Јевреје и Роме.  Локални сарадници, укључујући SS-Heimatschutz, Freiwillige Schutzstaffel и Хитна одељења гарде Хлинка,  били су од суштинског значаја за рад Ајнзацгрупе Х.  
Након започињања устанка, хиљаде Јевреја побегло је у планинску унутрашњост и подручја под контролом партизана око Банске Бистрице,  укључујући и многе који су напустили радне логоре након бекства стражара. Око 1600 до 2000 Јевреја борило се као партизани, десет посто од укупне побуњеничке снаге,  иако су многи крили свој идентитет због антисемитизма у партизанском покрету. Словачко национално веће поништило је антијеврејско законодавство у ослобођеним областима, али став локалног становништва варирао је: неки су ризиковали животе да би сакрили Јевреје, а други их предавали полицији. За разлику од 1942. године, за спасиоце је важила смртна казна;  већина је пружала помоћ уз накнаду, мада је било и случајева несебичног спасавања.  Многи Јевреји провели су шест до осам месеци у импровизованим склоништима или бункерима у планинама,  док су се други скривали у кућама не-Јевреја. Без обзира на то, Јеврејима је био потребан новац за шест до осам месеци животних трошкова и помоћ не-Јевреја који су желели да пруже помоћ. Неки од Јевреја у склоништима морали су се вратити кући касније зими, ризикујући да буду заробљени због глади и хладноће.  Живети отворено и наставити рад са лажним папирима обично је било могуће само у Братислави.

### Сакупљање
Заробљени Јевреји накратко су затварани у локалним затворима или у канцеларији Ајнзацгрупе Х у Братислави, из које су их слали у Серед на депортацију. Локалне власти су обезбедиле спискове Јевреја, а многи локални становници такође су издали Јевреје.   У првој половини септембра догодиле су се велике рације у Топољчанима (3. септембра), Тренчину и Њитри (7. септембра), током којих је ухапшено и затворено 616 Јевреја у Илави и Середу.  У Жилини је ухапшено стотине Јевреја током ноћи 13/14 септембра. Жртве су депортоване у Серед или Илаву, а одатле у Аушвиц, где је већина убијена.  Ајнзацгрупа Х је известила да су неки Јевреји успели да побегну због недовољног броја особља, али да су и Немци и Словаци генерално подржавали депортовање и помагали у проналажењу Јевреја. Након пораза устанка, немачке снаге су такође ловиле Јевреје који су се скривали у планинама.  Иако је већина жртава ухапшена током прва два месеца окупације, лов на Јевреје настављен је до 30. марта 1945. године, када је један јеврејски затвореник одведен у Серед само три дана пре ослобађања логора. 
Неки Јевреји су ухапшени у Братислави до 20. септембра. У ноћи  28/29 септембра извршена је највећа рација у граду, око 1.600 Јевреја је ухапшено и одведено у Серед.   Амбасада Сједињених Држава организовала је заштиту за око 300 Јевреја са страним држављанством, сместивши их у замак у Марјанки. Брунер је напао замак 11. октобра; сви затвореници, осим тројице, одведени су у Серед и депортовани у Аушвиц 17. октобра.  Средином октобра, у бившем Јеврејском центру основана је канцеларија за лов на Јевреје који се крију, који су заробљене Јевреје мучили да открију имена и адресе других Јевреја. Једној до две хиљаде Јевреја који су остали у Братислави наређено је да се предају 20. новембра или им прети затвор, али мало ко је то учинио. Половина Јевреја ухапшених након 19. новембра налазила се у Братислави, већина се скривала са лажним папирима. Хенри Дунанд из Црвеног крста обезбедио је средства за тајну групу коју је предводио Арнолд Лазар, која је Јеврејима пружала новац, храну и одећу у скривању у Братислави.

### Депортација
Концентрациони логор Серед био је примарни објекат за интернирање Јевреја пре њихове депортације. Иако превоза није било до краја септембра, Јевреји су доживели оштар третман (укључујући силовање и убиства) и озбиљну пренатрпаност, јер је становништво нарасло на 3.000 - више него двоструко од предвиђеног капацитета.   Брунер је крајем септембра преузео управу логора од словачке владе. Око 11.700 људи депортовано је у једанаест тура;  првих пет (од 30. септембра до 17. октобра) отишло је у Аушвиц, где је већина жртава убијена гасом. Последњи превоз до Аушвица, 2. новембра, стигао је након затварања гасних комора. Каснији транспорти кренули су за Захсенхаузен, Берген-Белзен, Равензбрик и Терезијенштат. 
Два мала транспорта кренула су из Чадца за Аушвиц 1. и 5. септембра; Фатран процењује да је укупан број депортованих био око 400. У септембру и октобру, најмање 131 особа је депортована из Словачке преко Закопана; два транспорта су се завршила у Кракову-Плашову, а трећи у Аушвицу. Превоз из Прешова, који је кренуо 26. новембра, завршио је у Равензбрику. Према чехословачкој кривичној истрази, још 800 Јевреја је депортовано у два транспорта из источне Словачке 16. октобра и 16. децембра. Детаљи о превозу који полазе са локација које нису Серед су делимични а укупан број депортованих није познат. Словачки историчар Иван Каменец проценио је да је током 1944. и 1945. депортовано 13.500 Јевреја, од којих је 10.000 умрло,   али израелска историчарка Гила Фатран и чешка историчарка Ленка Шинделарова сматрају да 14.150 депортованих може бити верификовано и да права цифра може бити већа.  Словачки режим је такође пребацио неколико стотина политичких затвореника у немачки притвор. Депортовани у концентрациони логор Маутхаузен, многи су тамо умрли.

### Масакри
Након инвазије Немаца, у Словачкој је убијено око 4.000 људи, углавном од стране Ајнзацгрупе Х, али и уз помоћ локалних сарадника. Отприлике половина (2.000) жртава били су Јевреји;   међу осталим жртвама били су партизани, присталице устанка и Роми. Једно од првих погубљења догодило се у округу Тополчањи, где је започето масовно окупљање Јевреја. Многи ухапшени Јевреји одведени су у Серед ради депортације, али је 53 стрељано у Њемчицама 11. септембра. Највеће погубљење било је у Кремничкој, малом селу удаљеном 6 км далеко од Банске Бистрице. По заузимању побуњеничког упоришта, Јевреји, партизани, Роми и други ухапшени у том подручју држани су у затвору у граду. Од тога, 743 људи су у Кремничку доведени на погубљење између новембра и марта. Међу жртвама је било 280 жена и 99 деце; половина су били Јевреји. Стотине људи убијено је у оближњем селу Њемецка, где су тела жртава спаљена након стрељања.  Звољенско јеврејско гробље коришћено је као место извршења; након завршетка рата ексхумирано је 218 тела.

## Последице
Црвена армија је заузела Словачку крајем априла 1945.  Око 69.000 Јевреја, 77% предратне популације, били су убијени. Поред 10 000  до 11 000 Јевреја који су преживели у Словачкој, вратило се 9 000 Јевреја који су депортовани у концентрационе логоре или побегли у иностранство, а 10 000 Јевреја преживело је на територијама припојеним Мађарској. На крају 1945. године у Словачкој је живело 33.000 Јевреја. Многи преживели су изгубили читаве породице, а трећина је патила од туберкулозе. Иако је послератни чехословачки закон негирао имовинске трансакције проистекле из нацистичког прогона, аутономна словачка влада одбила је да га примени.  Имовина без наследника национализована је 1947. године у Фонд за ликвидацију валута. Они који су украли јеврејску имовину нерадо су је вратили; бивши припадници отпора такође су присвојили нешто украдене имовине. Сукоб око реституције довео је до застрашивања и насилних напада, укључујући погром у Тополчанима септембра 1945. и нереде Партизанског конгреса у августу 1946.  Пољска историчарка Анна Цихопек-Гајрај процењује да је најмање 36 Јевреја убијено, а више од 100 рањено у послератном насиљу. 
Командант Ајнзацгрупе Х, Јозеф Витиска, извршио је самоубиство 1946. године током изручења Чехословачкој; Вислиценију је суђено, осуђен је и погубљен у Братислави 1948; а Брунер је избегао правду у Сирији. Тисо (који је побегао у Аустрију) изручен је Чехословачкој, осуђен за издају и сарадњу, осуђен на смрт 15. априла 1947. и погубљен три дана касније. Према суду, његова „најнеморалнија, најнехришћанска и најнехуманија“ акција била је наређивање депортације словачких Јевреја. И осталим починиоцима, укључујући Туку, такође је суђено, осуђено и погубљени су. И Тисоу и Туки суђено је према Уредби 33/1945, ex post facto закона који налаже смртну казну за сузбијање Словачког националног устанка; њихове улоге у холокаусту биле су подскуп злочина за које су осуђени. Аутори неких најгрубљих антисемитских чланака и карикатура процесуирани су након рата. Суђења су словачке државне званичнике приказивала као издајнике, чиме су словачко друштво ослободили одговорности за холокауст.
Чехословачка влада подржала је ционизам, инсистирајући на томе да се Јевреји асимилирају у чехословачку културу или емигрирају у Палестину. Јеврејима који су се на предратном попису становништва изјаснили за немачко или мађарско држављанство одузето је држављанство, губећи свако право на реституцију и претила им је депортација. Већина Јевреја у Словачкој емигрирала је у Израел или друге земље у годинама након рата. Исељавање се убрзало 1948. године након државног удара  и национализације многих предузећа након рата. Број јеврејских заједница смањио се са послератних 126 на 25, док се број становника смањио за 80 процената. До краја 1949. године остало је само неколико хиљада Јевреја. Многи од оних који су одлучили да остану променили су презиме и напустили верску праксу како би се уклопили у словачку средњу класу. У 2019. години процењено је јеврејско становништво на 2.000 до 3.000.

## Наслеђе
Владин став према Јеврејима и ционизму променио се након 1948. године, што је довело до суђења Сланском 1952. године у којем је чехословачка влада оптужила четрнаест комуниста (од којих једанаест јеврејских) за припадност ционистичкој завери.  Политичка цензура кочила је проучавање холокауста, а спомен-обележја жртвама фашизма нису помињала Јевреје. Шездесетих година, које је карактерисала либерализација позната као Прашко пролеће, отворила се расправа о холокаусту.  Филм „Продавница у главној улици“ добитник награде Оскар 1965. године, фокусирао се на кривицу Словака за холокауст.  Након инвазије Варшавског пакта на Чехословачку 1968. године, власти су уклониле мере против слободног изражавања,  док се антиционистичка пропаганда, већином из Совјетског Савеза, интензивирала и скренула у антисемитизам након израелске победе у шестодневном рату 1967. године.
Националистички препород уследио је након пада комунистичког режима 1989. године, што је довело до распада Чехословачке 1993. године и националистичке Мечјарове владе. После Мечјаровог пада 1998. године, словачка влада промовисала је сећање на холокауст да би демонстрирала европски идентитет земље пре него што се придружила Европској унији 2004. Током 1990-их изграђена су многа спомен обележја у знак сећања на жртве холокауста,  и октобра 2001. Словачка је 9. септембар (годишњицу усвајања Јеврејског законика) прогласила Даном жртава холокауста и расне мржње. Национални меморијални институт основан је 2002. године како би омогућио приступ евиденцијама и словачке и комунистичке државе. Посткомунистичка влада донела је законе за реституцију јеврејске имовине, али услови боравка и држављанства спречили су емигранте да поднесу захтеве. 2002. године десет процената вредности национализоване имовине без наследника пуштено је у фонд који је плаћао јеврејско образовање и меморијале на Холокауст. Јануара 2019, Јад Вашем (званични израелски споменик холокаусту) препознао је 602 Словака као праведна међу народима због ризиковања живота да би спасили Јевреје.
Политиколог Јелена Суботић наводи да је словачка држава „парадокс за изградњу идентитета посткомунистичке Словачке“ јер се на њу гледа као на прву независну словачку државу. Ако се сматра потпуно независном, онда преузима већу одговорност за депортацију Јевреја током Холокауста, али ако не, онда губи улогу легитимитета за тренутну словачку државу. Релативизам холокауста у Словачкој обично се манифестује као покушај да се влада Тисоа ослободи кривице пребацивањем одговорности на Немце и Јевреје.  Уџбеник Милана Станислава Ђурице из 1997. године, који је одобрила влада, покренуо је међународну полемику (и на крају је повучен из школског програма), јер је приказивао Јевреје како срећно живе у радним логорима током рата.   Тисо и словачка држава били су у фокусу католичких и ултранационалистичких комеморација.  Неонацистичка  странка Котлеба, која је заступљена у националном парламенту и Европском парламенту и која је посебно популарна међу млађим гласачима, промовише позитиван став о словачкој држави. Њен вођа Маријан Котлеба једном је описао Јевреје као „ђаволе у људској кожи“. Чланови странке оптужени су за порицање холокауста,  што је кривично дело од 2001. године.

### Цитати
1. 1 2 3  Hutzelmann 2018, стр. 18.
2. ↑  Ward 2013, стр. 12.
3. ↑  Borský 2005, стр. 15.
4. ↑  Borský 2005, стр. 16–17.
5. ↑  Borský 2005, стр. 17–18, 20–21.
6. 1 2 3 4  Lorman 2019, стр. 47–48.
7. 1 2  Hutzelmann 2018, стр. 18–19.
8. 1 2  Klein-Pejšová 2015, стр. 11.
9. ↑  Dojc & Krausová 2011, стр. 119.
10. ↑  Láníček 2013, стр. 35.
11. ↑  Nižňanský 2014, стр. 49–50.
12. 1 2  Hutzelmann 2018, стр. 19.
13. ↑  Láníček 2013, стр. 6, 10.
14. 1 2 3 4  Rajcan, Vadkerty & Hlavinka 2018, стр. 842.
15. 1 2  Ward 2015, стр. 79.
16. 1 2  Paulovičová 2018, стр. 5.
17. ↑  Ward 2015, стр. 87.
18. 1 2  Láníček 2013, стр. 16–17.
19. ↑  Kamenec 2011a, стр. 179–180.
20. ↑  Kornberg 2015, стр. 81–82.
21. 1 2  Hutzelmann 2018, стр. 23.
22. ↑  Ward 2013, стр. 161, 163, 166.
23. ↑  Rajcan, Vadkerty & Hlavinka 2018, стр. 842–843.
24. ↑  Hutzelmann 2018, стр. 20.
25. ↑  Hutzelmann 2018, стр. 20–21.
26. 1 2 3  Hutzelmann 2018, стр. 22.
27. ↑  Paulovičová 2012, стр. 91.
28. ↑  Ward 2013, стр. 9.
29. 1 2 3 4  Rajcan, Vadkerty & Hlavinka 2018, стр. 843.
30. ↑  Lorman 2019, стр. 216.
31. ↑  Ward 2013, стр. 184.
32. ↑  Hutzelmann 2016, стр. 168.
33. ↑  Kamenec 2011a, стр. 180–182.
34. 1 2 3  Kamenec 2011a, стр. 184.
35. ↑  Ward 2013, стр. 203.
36. ↑  Ward 2013, стр. 216.
37. ↑  Kamenec 2011a, стр. 184–185.
38. ↑  Ward 2013, стр. 172, 216.
39. ↑  Ward 2013, стр. 165.
40. 1 2 3 4 5 6 7  Rajcan, Vadkerty & Hlavinka 2018, стр. 844.
41. ↑  Hallon 2007, стр. 149.
42. ↑  Kamenec 2011a, стр. 188.
43. ↑  Legge 2018, стр. 226.
44. ↑  Paulovičová 2013, стр. 551–552.
45. 1 2  Paulovičová 2018, стр. 11.
46. ↑  Lorman 2019, стр. 226.
47. ↑  Paulovičová 2018, стр. 8.
48. 1 2 3  Ward 2015, стр. 92.
49. 1 2 3  Hutzelmann 2018, стр. 21.
50. ↑  Frankl 2019, стр. 97.
51. 1 2  Kubátová 2014, стр. 506.
52. ↑  Ward 2015, стр. 93.
53. ↑  Frankl 2019, стр. 103, 112.
54. ↑  Frankl 2019, стр. 95.
55. ↑  Ward 2015, стр. 96.
56. ↑  Johnson 2005, стр. 316.
57. 1 2 3  Hutzelmann 2018, стр. 26.
58. ↑  Hallon 2007, стр. 149–150.
59. 1 2  Ward 2015, стр. 94, 96.
60. 1 2  Legge 2018, стр. 227.
61. 1 2 3 4 5 6 7 8 9 10 11 12 13 14  Rajcan, Vadkerty & Hlavinka 2018, стр. 845.
62. ↑  Hallon 2007, стр. 148.
63. 1 2 3  Hutzelmann 2018, стр. 25.
64. 1 2  Lônčíková 2017, стр. 85.
65. ↑  Kubátová & Láníček 2018, стр. 43.
66. ↑  Tönsmeyer 2007, стр. 90.
67. ↑  Cichopek-Gajraj 2018, стр. 254.
68. 1 2 3 4  Dreyfus & Nižňanský 2011, стр. 24.
69. 1 2 3 4 5 6 7  Foreign Claims Settlement Commission 1968, стр. 655.
70. 1 2 3 4 5 6  Federal Reserve Bank of Minneapolis 2019.
71. 1 2  Hutzelmann 2016, стр. 174.
72. ↑  Kubátová 2014, стр. 510.
73. 1 2 3  Hutzelmann 2018, стр. 28.
74. ↑  Rothkirchen 2001, стр. 596–597.
75. ↑  Ward 2015, стр. 97.
76. ↑  Ward 2013, стр. 221.
77. ↑  Hallon 2007, стр. 151.
78. 1 2  Hutzelmann 2016, стр. 169.
79. ↑  Kamenec 2011a, стр. 177.
80. ↑  Rajcan, Vadkerty & Hlavinka 2018, стр. 843–844.
81. 1 2 3 4  Hutzelmann 2018, стр. 27.
82. ↑  Legge 2018, стр. 228.
83. 1 2  Bauer 1994, стр. 65.
84. 1 2  Ward 2013, стр. 215.
85. ↑  Hutzelmann 2016, стр. 169–170.
86. ↑  Hilberg 2003, стр. 769.
87. 1 2  Hutzelmann 2016, стр. 170.
88. ↑  Hilberg 2003, стр. 769–770.
89. 1 2  Hilberg 2003, стр. 770–771.
90. 1 2 3  Nižňanský 2014, стр. 70.
91. 1 2  Dreyfus & Nižňanský 2011, стр. 24–25.
92. 1 2 3 4 5 6 7 8 9 10  Rajcan, Vadkerty & Hlavinka 2018, стр. 846.
93. ↑  Dreyfus & Nižňanský 2011, стр. 26.
94. 1 2  Dreyfus & Nižňanský 2011, стр. 25.
95. ↑  Nižňanský 2014, стр. 50.
96. 1 2 3 4 5  Hutzelmann 2018, стр. 38.
97. ↑  Hutzelmann 2016, стр. 173–174.
98. 1 2  Fatran 1994, стр. 165.
99. ↑  Bauer 2002, стр. 176.
100. ↑  Fatran 2002, стр. 143.
101. 1 2  Fatran 1994, стр. 166.
102. ↑  Fatran 2002, стр. 144–145.
103. ↑  Rothkirchen 2001, стр. 597.
104. 1 2  Bauer 1994, стр. 70.
105. ↑  Bachnár 2011.
106. ↑  Kamenec 2007, стр. 177.
107. ↑  Hutzelmann 2018, стр. 30.
108. 1 2  Kamenec 2007, стр. 180.
109. ↑  Rajcan, Vadkerty & Hlavinka 2018, стр. 846–847.
110. ↑  Hutzelmann 2018, стр. 24, 29.
111. 1 2  Hutzelmann 2018, стр. 29.
112. ↑  Kamenec 2007, стр. 181.
113. ↑  Kamenec 2011a, стр. 188–189.
114. ↑  Hilberg 2003, стр. 774.
115. ↑  Paulovičová 2012, стр. 260–262.
116. ↑  Ward 2013, стр. 226.
117. ↑  Kamenec 2007, стр. 186–187.
118. 1 2  Hilberg 2003, стр. 775.
119. ↑  Hradská 2016, стр. 315, 321.
120. ↑  Kamenec 2007, стр. 191–192.
121. ↑  Kamenec 2007, стр. 192.
122. ↑  Hradská 2016, стр. 321.
123. 1 2  Hutzelmann 2018, стр. 31.
124. ↑  Hutzelmann 2016, стр. 175.
125. ↑  Hutzelmann 2018, стр. 30–31.
126. 1 2  Hutzelmann 2016, стр. 176.
127. 1 2  Hutzelmann 2018, стр. 39.
128. ↑  Longerich 2010, стр. 224.
129. 1 2 3 4 5 6 7 8 9 10 11  Rajcan, Vadkerty & Hlavinka 2018, стр. 847.
130. 1 2 3 4  Ward 2013, стр. 232.
131. ↑  Bauer 1994, стр. 71.
132. ↑  Bauer 2002, стр. 176–177.
133. ↑  Longerich 2010, стр. 295, 428.
134. ↑  Paulovičová 2013, стр. 570, 572.
135. ↑  Láníček 2013, стр. 110.
136. 1 2  Paulovičová 2018, стр. 10.
137. ↑  Hilberg 2003, стр. 463.
138. ↑  Longerich 2010, стр. 285.
139. ↑  Nižňanský 2011, стр. 114.
140. ↑  Ward 2013, стр. 229.
141. ↑  Nižňanský 2011, стр. 116.
142. 1 2  Ward 2013, стр. 233.
143. 1 2 3 4 5  Hutzelmann 2018, стр. 34.
144. ↑  Ward 2013, стр. 230.
145. 1 2 3  Hutzelmann 2018, стр. 32.
146. ↑  Hilberg 2003, стр. 776–777.
147. ↑  Hilberg 2003, стр. 778.
148. ↑  Nižňanský 2011, стр. 121.
149. ↑  Paulovičová 2013, стр. 555.
150. ↑  Bloxham 2017, стр. 70.
151. ↑  Longerich 2010, стр. 324–325.
152. 1 2  Büchler 1996, стр. 301.
153. ↑  Ward 2002, стр. 576.
154. ↑  Hilberg 2003, стр. 777.
155. ↑  Ward 2013, стр. 216, 230.
156. 1 2  Büchler 1991, стр. 153.
157. ↑  Büchler 1996, стр. 302.
158. ↑  Bauer 2002, стр. 177–178.
159. ↑  Ward 2002, стр. 579.
160. ↑  Cichopek-Gajraj 2014, стр. 15–16.
161. 1 2 3  Nižňanský 2014, стр. 66.
162. ↑  Paulovičová 2012, стр. 264.
163. ↑  Sokolovič 2009, стр. 346–347.
164. ↑  Kamenec 2011b, стр. 107.
165. ↑  Sokolovič 2009, стр. 347.
166. ↑  Longerich 2010, стр. 143–144.
167. ↑  Longerich 2010, стр. 325.
168. ↑  Kamenec 2007, стр. 222–223.
169. 1 2 3  Longerich 2010, стр. 325–326.
170. ↑  Büchler 1996, стр. 313, 320.
171. ↑  Hilberg 2003, стр. 785.
172. ↑  Büchler 1991, стр. 159, 161.
173. 1 2  Büchler 1991, стр. 160.
174. 1 2 3  Longerich 2010, стр. 326.
175. 1 2 3 4  Büchler 1996, стр. 320.
176. 1 2 3  Fatran 2007, стр. 181.
177. ↑  Bauer 1994, стр. 96.
178. ↑  Bauer 1994, стр. 75, 97.
179. ↑  Ward 2013, стр. 8, 234.
180. ↑  Ward 2013, стр. 234.
181. ↑  Ward 2013, стр. 8.
182. ↑  Kamenec 2011a, стр. 189.
183. ↑  Fatran 2007, стр. 180–181.
184. ↑  Silberklang 2013, стр. 296–297.
185. ↑  Ward 2002, стр. 584.
186. ↑  Putík 2015, стр. 187.
187. ↑  Rajcan 2018c, стр. 889.
188. ↑  Rajcan 2018a, стр. 855.
189. ↑  Rajcan 2018b, стр. 879.
190. ↑  Nižňanský, Rajcan & Hlavinka 2018b, стр. 881.
191. ↑  Nižňanský, Rajcan & Hlavinka 2018a, стр. 874.
192. ↑  Büchler 1991, стр. 151.
193. ↑  Putík 2015, стр. 47.
194. 1 2 3  Kornberg 2015, стр. 83.
195. ↑  Kornberg 2015, стр. 83–84.
196. ↑  Kornberg 2015, стр. 82.
197. 1 2  Kornberg 2015, стр. 84.
198. ↑  Fatran 1994, стр. 167.
199. ↑  Kubátová 2014, стр. 514–515.
200. ↑  Lônčíková 2017, стр. 91.
201. 1 2 3 4  Rajcan, Vadkerty & Hlavinka 2018, стр. 848.
202. ↑  Fatran 1994, abstract.
203. ↑  Paulovičová 2012, стр. 77–78.
204. ↑  Bauer 1994, стр. 71–72.
205. 1 2  Kamenec 2011b, стр. 110.
206. ↑  Paulovičová 2012, стр. 62, Chapter IV passim.
207. ↑  Paulovičová 2012, стр. 187.
208. ↑  Nižňanský 2014, стр. 62, 70.
209. ↑  Hutzelmann 2016, стр. 176, 178.
210. ↑  Paulovičová 2012, стр. 279, 297.
211. 1 2 3  Hutzelmann 2018, стр. 40.
212. 1 2  Ward 2002, стр. 589.
213. 1 2  Bauer 1994, стр. 97.
214. ↑  Ward 2002, стр. 587–588.
215. 1 2  Kamenec 2011a, стр. 190.
216. ↑  Ward 2013, стр. 232–233.
217. ↑  Ward 2002, стр. 583, 587.
218. ↑  Ward 2013, стр. 235.
219. ↑  Kamenec 2007, стр. 303.
220. ↑  Kamenec 2007, стр. 283, 303.
221. ↑  Rothkirchen 2001, стр. 599.
222. ↑  Kamenec 2007, стр. 315–316, 319.
223. ↑  Hutzelmann 2016, стр. 171.
224. ↑  Bauer 1994, стр. 88–89, 99, Chapter 5–7 passim.
225. ↑  Büchler 1991, стр. 162.
226. ↑  Fatran 1994, стр. 178.
227. ↑  Fatran 1994, стр. 181.
228. ↑  Paulovičová 2012, стр. 229.
229. ↑  Bauer 2002, стр. 229.
230. ↑  Bauer 2002, стр. 237.
231. ↑  Longerich 2010, стр. 405.
232. ↑  Kamenec 2007, стр. 280–281.
233. ↑  Bauer 1994, стр. 86.
234. ↑  Kamenec 2007, стр. 284–285.
235. ↑  Kamenec 2007, стр. 286.
236. ↑  Kornberg 2015, стр. 85.
237. ↑  Ward 2013, стр. 236, 238.
238. ↑  Kamenec 2007, стр. 203.
239. ↑  Kamenec 2011a, стр. 192.
240. 1 2 3 4 5 6  Hutzelmann 2018, стр. 42.
241. 1 2 3 4 5  Fatran 1996, стр. 99.
242. 1 2 3  Nižňanský, Rajcan & Hlavinka 2018b, стр. 882.
243. 1 2  Hutzelmann 2018, стр. 41.
244. ↑  Nižňanský, Rajcan & Hlavinka 2018a, стр. 876.
245. ↑  Fatran 1994, стр. 188.
246. ↑  Bauer 2002, стр. 226.
247. ↑  United States Holocaust Memorial Museum.
248. ↑  Longerich 2010, стр. 408.
249. ↑  Fatran 1996, стр. 113.
250. 1 2 3  Rajcan, Vadkerty & Hlavinka 2018, стр. 849.
251. ↑  Šindelářová 2013b, стр. 585.
252. ↑  Kubátová 2014, стр. 515.
253. ↑  Ward 2013, стр. 249–250, 252.
254. 1 2 3 4  Hutzelmann 2018, стр. 43.
255. ↑  Ward 2013, стр. 249.
256. 1 2  Ward 2013, стр. 251.
257. 1 2  Šindelářová 2013a, стр. 85–86.
258. ↑  Šindelářová 2013a, стр. 86.
259. 1 2 3  Hutzelmann 2018, стр. 45.
260. ↑  Kubátová 2014, стр. 517.
261. 1 2  Šindelářová 2013a, стр. 84.
262. 1 2 3 4  Šindelářová 2013a, стр. 82.
263. 1 2 3 4  Fatran 1996, стр. 101.
264. ↑  Longerich 2010, стр. 391, 395, 403.
265. 1 2 3 4  Nižňanský 2014, стр. 74.
266. ↑  Šindelářová 2013b, стр. 587.
267. ↑  Putík 2015, стр. 42.
268. 1 2  Šindelářová 2013b, стр. 592.
269. 1 2  Nižňanský 2014, стр. 73.
270. ↑  Fatran 1996, стр. 100–101.
271. ↑  Kubátová 2014, стр. 516.
272. 1 2  Fatran 1996, стр. 119.
273. 1 2 3 4  Šindelářová 2013b, стр. 590.
274. 1 2 3 4 5  Hutzelmann 2018, стр. 44.
275. ↑  Nižňanský 2014, стр. 76–77.
276. ↑  Fatran 1996, стр. 104–105.
277. ↑  Fatran 1996, стр. 105.
278. 1 2 3  Putík 2015, стр. 52.
279. 1 2  Šindelářová 2013a, стр. 93.
280. ↑  Šindelářová 2013a, стр. 88.
281. ↑  Šindelářová 2013a, стр. 88–89.
282. ↑  Šindelářová 2013a, стр. 90.
283. ↑  Šindelářová 2013a, стр. 92–93.
284. ↑  Šindelářová 2013a, стр. 99–100.
285. ↑  Šindelářová 2013a, стр. 89.
286. ↑  Putík 2015, стр. 53.
287. ↑  Fatran 1996, стр. 112.
288. ↑  Hlavinka 2018, стр. 871.
289. ↑  Šindelářová 2013a, стр. 91–92.
290. ↑  Putík 2015, стр. 52, 211.
291. ↑  Fatran 1996, стр. 102.
292. ↑  Šindelářová 2013a, стр. 96–97, 99.
293. ↑  Putík 2015, стр. 54, 68–69.
294. ↑  Šindelářová 2013a, стр. 104.
295. ↑  Kamenec 2007, стр. 337.
296. ↑  Ward 2013, стр. 256.
297. ↑  Šindelářová 2013a, стр. 105–106.
298. ↑  Ward 2013, стр. 253.
299. ↑  Šindelářová 2013a, стр. 106.
300. ↑  Šindelářová 2013a, стр. 105.
301. ↑  Šindelářová 2013a, стр. 107–108.
302. ↑  Šindelářová 2013a, стр. 115.
303. ↑  Fatran 1996, стр. 115.
304. ↑  Cichopek-Gajraj 2014, стр. 31.
305. ↑  Cichopek-Gajraj 2014, стр. 19.
306. ↑  Kubátová 2014, стр. 518.
307. ↑  Cichopek-Gajraj 2014, стр. 61.
308. 1 2 3  Bazyler et al. 2019, стр. 402.
309. ↑  Cichopek-Gajraj 2014, стр. 94.
310. ↑  Cichopek-Gajraj 2014, стр. 104–105, 111–112, 118–119, 127–129.
311. ↑  Paulovičová 2013, стр. 556–557.
312. ↑  Cichopek-Gajraj 2014, стр. 117.
313. 1 2  Paulovičová 2018, стр. 15.
314. ↑  Láníček 2013, стр. 51.
315. ↑  Cichopek-Gajraj 2014, стр. 165–166, 169.
316. ↑  Cichopek-Gajraj 2014, стр. 228–230.
317. ↑  Paulovičová 2018, стр. 17.
318. ↑  Sniegon 2014, стр. 61.
319. ↑  Paulovičová 2018, стр. 15–16.
320. ↑  Sniegon 2014, стр. 58, 62.
321. 1 2  Paulovičová 2013, стр. 558.
322. ↑  Sniegon 2014, стр. 67.
323. ↑  Ward 2013, стр. 269.
324. ↑  Sniegon 2014, стр. 69–70.
325. ↑  Kubátová & Láníček 2018, стр. 217–218.
326. ↑  Sniegon 2014, стр. 73, 84–85, 166.
327. ↑  Paulovičová 2013, стр. 574.
328. ↑  Sniegon 2014, стр. 89–90.
329. ↑  Paulovičová 2013, стр. 575.
330. ↑  Paulovičová 2013, стр. 564–565.
331. ↑  Bazyler et al. 2019, стр. 401–402.
332. ↑  Bazyler et al. 2019, стр. 411.
333. ↑  Yad Vashem 2019.
334. ↑  Subotić 2019, стр. 211.
335. ↑  Paulovičová 2013, стр. 566–567.
336. ↑  Ward 2013, стр. 277.
337. ↑  Sniegon 2014, стр. 209.
338. ↑  Ward 2013, стр. 276, 278.
339. ↑  Kubátová & Láníček 2017, стр. 3.
340. ↑  Spectator 2019.
341. ↑  Paulovičová 2018, стр. 17, 20.
342. 1 2  Spectator 2016.
343. ↑  Spectator 2017.

#### Књиге
- Aronson, Shlomo (2004). Hitler, the Allies, and the Jews (на језику: енглески). Cambridge: Cambridge University Press. ISBN 978-0-511-51183-7.
- Bauer, Yehuda (1994). Jews for Sale?: Nazi-Jewish Negotiations, 1933–1945 (на језику: енглески). New Haven: Yale University Press. ISBN 978-0-300-05913-7.
- Bauer, Yehuda (2002). Rethinking the Holocaust. New Haven: Yale University Press. ISBN 978-0-300-09300-1.
- Cichopek-Gajraj, Anna (2014). Beyond Violence: Jewish Survivors in Poland and Slovakia, 1944–48. Cambridge: Cambridge University Press. ISBN 978-1-107-03666-6.
- Dojc, Yuri; Krausová, Katya (2011). Last Folio: Textures of Jewish Life in Slovakia (на језику: енглески). Indiana University Press. ISBN 978-0-253-22377-7.
- Fatran, Gila (2007). Boj o prežitie [The Struggle for Survival] (на језику: словачки). Bratislava: Múzeum Židovskej Kultúry. ISBN 978-80-8060-206-2.
- Foreign Claims Settlement Commission (1968). Foreign Claims Settlement Commission of the United States: Decisions and Annotations. Washington, D.C.: U.S. Government Printing Office. OCLC 1041397012.
- Hilberg, Raul (2003) [1961]. The Destruction of the European Jews (на језику: енглески). 2 (3 изд.). New Haven: Yale University Press. ISBN 978-0-300-09592-0.
- Kamenec, Ivan (2007) [1991]. On the Trail of Tragedy: The Holocaust in Slovakia. Превод: Styan, Martin. Bratislava: Hajko & Hajková. ISBN 978-80-88700-68-5.
- Klein-Pejšová, Rebekah (2015). Mapping Jewish Loyalties in Interwar Slovakia. Bloomington: Indiana University Press. ISBN 978-0-253-01562-4.
- Kornberg, Jacques (2015). The Pope's Dilemma: Pius XII Faces Atrocities and Genocide in the Second World War. Toronto: University of Toronto Press. ISBN 978-1-4426-2828-1.
- Kubátová, Hana; Láníček, Jan (2018). The Jew in Czech and Slovak Imagination, 1938–89: Antisemitism, the Holocaust, and Zionism. Leiden, Boston: Brill. ISBN 978-90-04-36244-4.
- Láníček, Jan (2013). Czechs, Slovaks and the Jews, 1938–48: Beyond Idealisation and Condemnation (на језику: енглески). New York: Springer. ISBN 978-1-137-31747-6.
- Longerich, Peter (2010). Holocaust: The Nazi Persecution and Murder of the Jews. Oxford: Oxford University Press. ISBN 978-0-19-280436-5.
- Lorman, Thomas (2019). The Making of the Slovak People's Party: Religion, Nationalism and the Culture War in Early 20th-Century Europe. London: Bloomsbury Publishing. ISBN 978-1-350-10938-4.
- Silberklang, David (2013). Gates of Tears: the Holocaust in the Lublin District (на језику: енглески). Jerusalem: Yad Vashem. ISBN 978-965-308-464-3.
- Šindelářová, Lenka (2013). Finale der Vernichtung: die Einsatzgruppe H in der Slowakei 1944/1945 (на језику: немачки). Darmstadt: Wissenschaftliche Buchgesellschaft. ISBN 978-3-534-73733-8.
- Sniegon, Tomas (2014). Vanished History: The Holocaust in Czech and Slovak Historical Culture (на језику: енглески). New York: Berghahn Books. ISBN 978-1-78238-294-2.
- Sokolovič, Peter (2009). Hlinkova Garda 1938–1945 [Hlinka Guard 1938–1945] (PDF) (на језику: словачки). Bratislava: National Memory Institute. ISBN 978-80-89335-10-7.
- Subotić, Jelena (2019). Yellow Star, Red Star: Holocaust Remembrance After Communism (на језику: енглески). Cornell University Press. ISBN 978-1-5017-4240-8.
- Ward, James Mace (2013). Priest, Politician, Collaborator: Jozef Tiso and the Making of Fascist Slovakia (на језику: енглески). Ithaca: Cornell University Press. ISBN 978-0-8014-6812-4.

#### Поглавља у књигама
- Bazyler, Michael J.; Boyd, Kathryn Lee; Nelson, Kristen L.; Shah, Rajika L. (2019). „Slovakia”. Searching for Justice after the Holocaust: Fulfilling the Terezin Declaration and Immovable Property Restitution (на језику: енглески). New York: Oxford University Press. стр. 401—413. ISBN 978-0-19-092306-8.
- Bloxham, Donald (2017). „The Murder of European Jewry: Nazi Genocide in Continental Perspective”.  Ур.: Pendas, Devin O.; Roseman, Mark; Wetzell, Richard F. Beyond the Racial State: Rethinking Nazi Germany (на језику: енглески). Cambridge University Press. ISBN 978-1-316-73286-1.
- Dreyfus, Jean-Marc; Nižňanský, Eduard (2011). „Jews and non-Jews in the Aryanization Process: Comparison of France and the Slovak State, 1939–45”.  Ур.: Kosmala, Beate; Verbeeck, Georgi. Facing the Catastrophe: Jews and non-Jews in Europe during World War II (на језику: енглески). Oxford: Berg. ISBN 978-1-84520-471-6.
- Fatran, Gila (2002) [1992]. „The Struggle for Jewish Survival during the Holocaust”.  Ур.: Długoborski, Wacław; Tóth, Dezider; Teresa, Świebocka; Mensfelt, Jarek. The Tragedy of the Jews of Slovakia 1938–1945: Slovakia and the "Final Solution of the Jewish Question" (на језику: енглески). Превод: Mensfeld, Jarek. Oświęcim and Banská Bystrica: Auschwitz-Birkenau State Museum and Museum of the Slovak National Uprising. стр. 141—162. ISBN 978-83-88526-15-2.
- Hradská, Katarína (2016). „Dislokácie Židov z Bratislavy na jeseň 1941” [The Displacement of Jews from Bratislava in Autumn 1941].  Ур.: Roguľová, Jaroslava; Hertel, Maroš. Adepti Moci a úspechu. Etablovanie Elít V Moderných Dejinách [Candidates for Power and Success. Formation of Elites in Modern History] (PDF) (на језику: словачки). Bratislava: sk [] (Slovak Academy of Sciences). стр. 315—324. ISBN 978-80-224-1503-3.
- Hutzelmann, Barbara (2016). „Slovak Society and the Jews: Attitudes and Patterns of Behaviour”.  Ур.: Bajohr, Frank; Löw, Andrea. The Holocaust and European Societies: Social Processes and Social Dynamics (на језику: енглески). London: Springer. стр. 167—185. ISBN 978-1-137-56984-4.
- Hutzelmann, Barbara (2018). „Einführung: Slowakei” [Introduction: Slovakia].  Ур.: Hutzelmann, Barbara; Hausleitner, Mariana; Hazan, Souzana. Slowakei, Rumänien und Bulgarien [Slovakia, Romania, and Bulgaria]. Die Verfolgung und Ermordung der europäischen Juden durch das nationalsozialistische Deutschland 1933–1945 [The Persecution and Murder of European Jews by Nazi Germany 1933–1945] (на језику: немачки). 13. Munich: De Gruyter. стр. 18—45. ISBN 978-3-11-049520-1.
- Kamenec, Ivan (2011). „The Slovak state, 1939–1945”.  Ур.: Teich, Mikuláš; Kováč, Dušan; Brown, Martin D. Slovakia in History (на језику: енглески). Cambridge: Cambridge University Press. стр. 175–192. ISBN 978-1-139-49494-6. doi:10.1017/CBO9780511780141.
- Kubátová, Hana (2014). „Jewish Resistance in Slovakia, 1938–1945”.  Ур.: Henry, Patrick. Jewish Resistance Against the Nazis (на језику: енглески). Washington, D.C.: Catholic University of America Press. стр. 504—518. ISBN 978-0-8132-2589-0.
- Paulovičová, Nina (2013). „The "Unmasterable Past"? The Reception of the Holocaust in Postcommunist Slovakia”.  Ур.: Himka, John-Paul; Michlic, Joanna Beata. Bringing the Dark Past to Light. The Reception of the Holocaust in Postcommunist Europe. Lincoln: University of Nebraska Press. стр. 549—590. ISBN 978-0-8032-2544-2.
- Rothkirchen, Livia (2001). „Slovakia”.  Ур.: Laqueur, Walter; Baumel, Judith Tydor. Holocaust Encyclopedia (на језику: енглески). New Haven: Yale University Press. стр. 595—600. ISBN 978-0-300-08432-0.
- Tönsmeyer, Tatjana (2007). „The Robbery of Jewish Property in Eastern European States Allied with Nazi Germany”.  Ур.: Dean, Martin; Goschler, Constantin; Ther, Philipp. Robbery and Restitution: The Conflict over Jewish Property in Europe (на језику: енглески). New York: Berghahn Books. стр. 81—96. ISBN 978-0857455642.

#### Преглед књига
- Cichopek-Gajraj, Anna (2018). „Nepokradeš! Nálady a postoje slovenské společnosti k židovské otázce, 1938–1945 [Thou shall not steal! Moods and attitudes of Slovak society toward the Jewish question]”. East European Jewish Affairs. 48 (2): 253—255. doi:10.1080/13501674.2018.1505360.
- Johnson, Owen V. (2005). „Židovská komunita na Slovensku medzi ceskoslovenskou parlamentnou demokraciou a slovenským štátom v stredoeurópskom kontexte, Eduard Nižnanský (Prešov, Slovakia: Universum, 1999), 292 pp, 200 crowns (Slovak).”. Holocaust and Genocide Studies. 19 (2): 314—317. doi:10.1093/hgs/dci033.

#### Тезе
- Borský, Maroš (2005). Synagogue Architecture in Slovakia Towards Creating a Memorial Landscape of Lost Community (PDF) (Теза). Center for Jewish Studies Heidelberg.
- Paulovičová, Nina (2012).  Himka, John-Paul, ур. Rescue of Jews in the Slovak State (1939–1945) (Теза) (на језику: енглески). Edmonton: University of Alberta. doi:10.7939/R33H33.
- Putík, Daniel (2015). Slovenští Židé v Terezíně, Sachsenhausenu, Ravensbrücku a Bergen-Belsenu, 1944/1945 [Slovak Jews in Theresienstadt, Sachsenhausen, Ravensbrück and Bergen-Belsen, 1944/1945] (Теза) (на језику: чешки). Prague: Charles University. Архивирано из оригинала 23. 02. 2020. г. Приступљено 04. 05. 2021.

#### Чланци из часописа
- Büchler, Yehoshua (1991). „The deportation of Slovakian Jews to the Lublin District of Poland in 1942”. Holocaust and Genocide Studies (на језику: енглески). 6 (2): 151—166. ISSN 8756-6583. doi:10.1093/hgs/6.2.151.
- Büchler, Yehoshua (1996). „First in the Vale of Affliction: Slovakian Jewish Women in Auschwitz, 1942”. Holocaust and Genocide Studies. 10 (3): 299—325. ISSN 8756-6583. doi:10.1093/hgs/10.3.299.
- Fatran, Gila (1994). Превод: Greenwood, Naftali. „The "Working Group"”. Holocaust and Genocide Studies (на језику: енглески). 8 (2): 164—201. ISSN 8756-6583. doi:10.1093/hgs/8.2.164.
- Fatran, Gila (1996). „Die Deportation der Juden aus der Slowakei 1944–1945” [The deportation of the Jews from Slovakia 1944–45]. Bohemia: Zeitschrift für Geschichte und Kultur der Böhmischen Länder (на језику: немачки). 37 (37): 98—119. ISSN 0523-8587.
- Fedorčák, Peter (2015). „Proces s Vojtechom Tukom v roku 1946” [The trial of Vojtech Tuka in 1946]. Človek a Spoločnosť (на језику: словачки). 18 (4): 41—52. ISSN 1335-3608.
- Frankl, Michal (2019). „Země nikoho 1938. Deportace za hranice občanství” [No Man’s Land in 1938. Deportation beyond the Bounds of Citizenship]. Forum Historiae (на језику: словачки). 13 (1): 92—115. doi:10.31577/forhist.2019.13.1.7 .
- Hallon, Ľudovít (2007). „Arizácia na Slovensku 1939–1945” [Aryanization in Slovakia 1939–1945] (PDF). Acta Oeconomica Pragensia (на језику: чешки). 15 (7): 148—160. ISSN 1804-2112. doi:10.18267/j.aop.187.
- Kamenec, Ivan (2011). „Fenomén korupcie v procese tzv. riešenia "židovskej otázky" na Slovensku v rokoch 1938–1945” [The phenomenon of corruption in the so-called solutions to the "Jewish questions" in Slovakia between 1938 and 1945]. Forum Historiae (на језику: словачки). 5 (2): 96—112. ISSN 1337-6861.
- Kubátová, Hana; Láníček, Jan (2017). „Jews and Gentiles in Central and Eastern Europe during the Holocaust in history and memory”. Holocaust Studies. 23 (1–2): 1—16. doi:10.1080/17504902.2016.1209838.
- Legge, Jerome S. (2018). „Collaboration, Intelligence, and the Holocaust: Ferdinand Ďurčanský, Slovak Nationalism, and the Gehlen Organization”. Holocaust and Genocide Studies. 32 (2): 224—248. ISSN 8756-6583. doi:10.1093/hgs/dcy029.
- Lônčíková, Michala (2017). „Was the antisemitic propaganda a catalyst for tensions in the Slovak-Jewish relations?”. Holocaust Studies. 23 (1–2): 76—98. doi:10.1080/17504902.2016.1209839.
- Nižňanský, Eduard (2011). „The discussions of Nazi Germany on the deportation of Jews in 1942 – the examples of Slovakia, Rumania and Hungary” (PDF). Historický časopis. 59 (Supplement): 111—136. ISSN 0018-2575.
- Nižňanský, Eduard (2014). „On Relations between the Slovak Majority and Jewish Minority During World War II”. Yad Vashem Studies. 42 (2): 47—90. ISSN 0084-3296.
- Paulovičová, Nina (2018). „Holocaust Memory and Antisemitism in Slovakia: The Postwar Era to the Present”. Antisemitism Studies. Indiana University Press. 2 (1): 4—34. doi:10.2979/antistud.2.1.02.
- Šindelářová, Lenka (2013). „Einsatzgruppe H na povstaleckém Slovensku (1944–1945) a poválečné trestní stíhání” [Einsatzgruppe H in Uprising-era Slovakia (1944–1945) and Postwar Prosecution] (PDF). Soudobé dějiny (на језику: чешки). XX (4): 582—603. ISSN 1210-7050. doi:10.51134/sod.2013.039.
- Ward, James Mace (2002). „"People Who Deserve It": Jozef Tiso and the Presidential Exemption”. Nationalities Papers. 30 (4): 571—601. ISSN 1465-3923. doi:10.1080/00905992.2002.10540508.
- Ward, James Mace (2015). „The 1938 First Vienna Award and the Holocaust in Slovakia”. Holocaust and Genocide Studies. 29 (1): 76—108. ISSN 8756-6583. doi:10.1093/hgs/dcv004.

#### Енциклопедија логора и гета
- Rajcan, Vanda; Vadkerty, Madeline; Hlavinka, Ján (2018). „Slovakia”.  Ур.: Megargee, Geoffrey P.; White, Joseph R.; Hecker, Mel. Camps and Ghettos under European Regimes Aligned with Nazi Germany. Encyclopedia of Camps and Ghettos. 3. Bloomington: United States Holocaust Memorial Museum. стр. 842—852. ISBN 978-0-253-02373-5.
- Rajcan, Vanda (2018a). „Bratislava/Patrónka”.  Ур.: Megargee, Geoffrey P.; White, Joseph R.; Hecker, Mel. Camps and Ghettos under European Regimes Aligned with Nazi Germany. Encyclopedia of Camps and Ghettos. 3. Bloomington: United States Holocaust Memorial Museum. стр. 854—855. ISBN 978-0-253-02373-5.
- Hlavinka, Ján (2018). „Marianka”.  Ур.: Megargee, Geoffrey P.; White, Joseph R.; Hecker, Mel. Camps and Ghettos under European Regimes Aligned with Nazi Germany. Encyclopedia of Camps and Ghettos. 3. Bloomington: United States Holocaust Memorial Museum. стр. 871. ISBN 978-0-253-02373-5.
- Nižňanský, Eduard; Rajcan, Vanda; Hlavinka, Ján (2018a). „Nováky”.  Ур.: Megargee, Geoffrey P.; White, Joseph R.; Hecker, Mel. Camps and Ghettos under European Regimes Aligned with Nazi Germany. Encyclopedia of Camps and Ghettos. 3. Превод: Kramarikova, Marianna. Bloomington: United States Holocaust Memorial Museum. стр. 874—877. ISBN 978-0-253-02373-5.
- Rajcan, Vanda (2018b). „Poprad”.  Ур.: Megargee, Geoffrey P.; White, Joseph R.; Hecker, Mel. Camps and Ghettos under European Regimes Aligned with Nazi Germany. Encyclopedia of Camps and Ghettos. 3. Bloomington: United States Holocaust Memorial Museum. стр. 878—880. ISBN 978-0-253-02373-5.
- Nižňanský, Eduard; Rajcan, Vanda; Hlavinka, Ján (2018b). „Sereď”.  Ур.: Megargee, Geoffrey P.; White, Joseph R.; Hecker, Mel. Camps and Ghettos under European Regimes Aligned with Nazi Germany. Encyclopedia of Camps and Ghettos. 3. Превод: Kramarikova, Marianna. Bloomington: United States Holocaust Memorial Museum. стр. 881—883. ISBN 978-0-253-02373-5.
- Rajcan, Vanda (2018c). „Žilina”.  Ур.: Megargee, Geoffrey P.; White, Joseph R.; Hecker, Mel. Camps and Ghettos under European Regimes Aligned with Nazi Germany. Encyclopedia of Camps and Ghettos. 3. Bloomington: United States Holocaust Memorial Museum. стр. 889—890. ISBN 978-0-253-02373-5.

#### Веб
- Bachnár, Alexander (7. 8. 2011). „Odtabuizovaný prápor” [Detached Battalion] (на језику: словачки). Terezín Initiative. Приступљено 23. 1. 2019.
- „Wanted Nazi 'died in Syria squalor'”. BBC News. 11. 1. 2017. Приступљено 26. 6. 2020.
- „Consumer Price Index, 1800–”. Federal Reserve Bank of Minneapolis. Приступљено 29. 11. 2019.
- „Mazurek not prosecuted for Holocaust denial”. The Slovak Spectator (на језику: енглески). 7. 9. 2016. Приступљено 16. 1. 2019.
- „Extremist charged with Holocaust denial”. The Slovak Spectator (на језику: енглески). 2. 8. 2017. Приступљено 16. 1. 2019.
- „Under 30s would vote far-right Kotleba the next PM”. The Slovak Spectator (на језику: енглески). 28. 11. 2019. Приступљено 5. 1. 2020.
- „Names of Righteous by Country” (на језику: енглески). Yad Vashem. Приступљено 28. 11. 2019.
- „The Holocaust in Subcarpathian Rus and Southern Slovakia”. Holocaust Encyclopedia (на језику: енглески). United States Holocaust Memorial Museum. Приступљено 8. 2. 2020.